# Стефан Лефтеров
Стефан Лефтеров е първият художник-фантаст. Той развива своето творчество и дейност в рамките на движението на клубовете по фантастика, автор на първата изложба с фантастична живопис в България.

## Биография
Роден е през 1945 г. в с. Драгижево край Велико Търново. Завършва физика в Софийския университет „Св. Климент Охридски“ и това определя научната му кариера, свързана най-вече с преподавателската му дейност във ВМЕИ – Варна, където дълги години е главен асистент в математическия факултет. Фантастиката го привлича още като ученик.
Започва да рисува картини с фантастични сюжети по свой порив и под влияние на видяното в някои книги, списания и албуми. Отначало смесва различни техники (пастел и маслени бои, понякога цветни тушове), но по-късно сам изчиства пластическите характеристики на търсенията си и достига до внушителни решения, пресъздава богати измислени пространства, представя символиката на движещата се Вселена, пресъздава модерни модели на реда и хаоса. Опитите му да се приобщи към средата на варненските художници са посрещнати с острота от тях. Критикуват го за формализъм и самодейност.
Това го амбицира да изучава световното изкуство, да се стреми да прилага методите на професионалното изграждане на картината и много скоро постига резултати. Още през 1965 г. негови картини са отпечатани от съветското списание „Техника молодежи“ и българското „Наука и техника за младежта“. Същата година прави самостоятелна изложба във Варна, която се явява първата живописна проява на художник фантаст в България. Скромен и съзнаващ агресивната атмосфера към изкуството си, Стефан Лефтеров се ориентира към средата на възникващите по него време клубове по фантастика в страната. Той е един от най-активните градители на това движение, участник във всички основни изложби на движението, основател и председател на варненския клуб по фантастика и прогностика „Андромеда“.
Умира през 1992 г. в гр. Варна.

## Творчески път
Независимо трудностите на творческия му път, живописта на Стефан Лефтеров среща приятели и почитатели. През 1969 г. в една от стаите на в. „Народна младеж“ в София е организирана импровизирана изложба. Цялата редакция се радва, че са открили талант и ново явление в изкуството ни – фантастичната живопис. В началото на 70-те години с изкуството и търсенията му се запознава художникът Александър Денков, изявен илюстратор на фантастична литература, който му предлага да работят съвместно. Внезапната и ранна смърт на Денков прекратява тези планове.
Автор е на повече от 400 картини. Немалко от тях се намират в частни колекции в Англия, Германия и Белгия. Картини на Стефан Лефтеров са били изложени в ЕХРО`70 в Осака (Япония) и на третия „Еврокон“ в Познан, Полша. Има 6 самостоятелни изложби. Самият той счита за най-добри самостоятелните си изложби от 1970 г., 1972 г. и 1978 г. в гр. Варна.
Във варненския планетариум (намиращ се в Морската градина) се намира постоянна експозиция на творби от Стефан Лефтеров. Организирани са тематични вечери със спомени за него и неговата дейност под егидата на директора на планетариума, Иван Иванов. Негови картини има и в астрономическата обсерватория в Кърджали.

## Награди
Лефтеров е нашият художник фантаст с най-много отличия.
- 1971 г. – поощрение (за живопис) в конкурса „Време, пространство, човек“, организиран от съветското списание „Техника – молодежи“.
- 1985 г. – Втора награда в конкурса на американския любителски справочник Fandom Directory (за графика).
- 1985 г. – Почетна грамота от младежкото ЕКСПО`85 в Пловдив (за живопис).
- 1986 г. – Трета награда в конкурса на американския любителски справочник Fandom Directory (за графика).
- 1988 г. – Награда „Еврокон“ за цялостния си принос в развитието на фантастичното изкуство.

## Любопитно
- През 70-те години картината му „Транспортът на бъдещето“ е окачена в студиото на Японската телевизия и неин фон се правят предаванията за ЕКСПО-то в Осака.
- Категорично отказвал да се занимава с илюстрация.
- Актуален цитат от интервю: „Ако в България художникът фантаст няма основна професия, която да му гарантира някаква стабилност, той губи шансовете си да оцелее.“
- Известно време е консултант (за полски и английски език) в библиотека „Галактика“.